# Walter Müller-Albrecht
Walter Karl Hermann Müller-Albrecht (* 4. Juli 1888 in Friedenau bei Berlin, Kreis Teltow als Walter Karl Hermann Müller; für tot erklärt: 31. Dezember 1950 im Sowjetischen Speziallager Nr. 2 in Buchenwald) war ein deutscher Wirtschaftsmanager und Landesrat bei der Provinzialverwaltung in Merseburg.

## Leben und Wirken
Er war der Sohn des Bildhauers Hermann Gustav Adolph Müller und dessen Ehefrau Elisabeth Clara Emma Müller geborene Albrecht und kam in der elterlichen Wohnung in Friedenau in der Lauter-Straße 11 zur Welt. 1917 promovierte er an der Universität Greifswald zum Dr. jur. Das Thema seiner Dissertation lautete Das Grundrecht der Unverletzlichkeit des Eigentums in Preußen.
Durch Ermächtigung des Preußischen Justizministeriums zu Berlin vom 25. Oktober 1920 wurde ihm gestattet, an Stelle des bisherigen Familiennamens Müller den Familiennamen Müller-Albrecht zu führen. Zu diesem Zeitpunkt war er bereits zum Doktor der Rechte promoviert worden.
Müller-Albrecht entwickelte sich in der Zeit des Nationalsozialismus zu einem bedeutenden Wirtschaftsmanager in Mitteldeutschland. Er war Vorstand des Ferngasversorgung Provinz Sachsen-Thüringen AG in Merseburg, Vorsitzender der Aufsichtsräte der Gasfernversorgung Goldene Aue-Eichsfeld GmbH in Nordhausen und der Provinzial-Sächsische Steinwerke GmbH in Röcknitz.
Ferner war er im Aufsichtsrat der Elektrizitätsversorgung im Mansfelder Bergrevier in Halle (Saale), in der Elektrizitätswerk Sachsen-Anhalt AG in Halle (Saale), in der Flughafengesellschaft Erfurt mbH in Erfurt, in der Flughafengesellschaft Halle/Leipzig GmbH in Halle (Saale), in der Stromversorgungs-AG Weißenfels-Zeitz in Zeitz, in der Überlandzentrale Südharz GmbH in Bleicherode, in der Landkraftwerke Leipzig AG in Kulkwitz, der Gasfernversorgung Saale Halle GmbH in Halle (Saale). u. a. Er hielt sich hauptsächlich in der Stadt Halle und im südlich davon gelegenen Merseburg auf.
Daneben war er im Mai 1933 in die Feuerdeputation durch die Stadtverordnetenversammlung von Halle gewählt worden.
Nach Kriegsende 1945 wurde er im Sowjetischen Speziallager Nr. 2 in Buchenwald inhaftiert. Mit Ablauf des fünften Jahres 1950 wurde er auf Antrag seiner Ehefrau für tot erklärt. Lt. GND starb er erst 1976.